# 666 Trilogy Part I
《666 Trilogy Part I》(666 트릴로지 파트 1)은 록 밴드 N.EX.T의 여섯 번째 정규 앨범 《666》 3부작 중 첫 번째 파트에 해당하는 EP앨범이다.

## 앨범
5집 《개한민국》 이후 4년여만에 내놓는 정규 앨범이자 《666 Trilogy》시리즈의 첫 번째 파트이다. 이 앨범은 사이버펑크를 콘셉트로 삼았다.
불법 다운로드를 풍자한 나레이션 〈Eternal Winter Suite (영원한 겨울 조곡)〉, 공포 영화와 공상 과학을 합친 분위기의 대곡 〈The Empire of Hatred (증오의 제국)〉, 유머와 풍자가 돋보이는 유쾌한 분위기의 〈개판 5분 전 만취 공중 해적단〉, 성장 우선의 가치 속에서의 인간성 소외 문제를 지적한 〈Dance United〉, 대답없는 신에게 절망한 인간들이 자신들의 욕구에 부합하는 신을 디자인해 뇌에 부착함으로써 모든 기적을 경험한다는 내용을 담고 있으며 인도 음악, 프로그레시브 록, 브릿팝 등 장르가 혼합된 곡〈Cyber Budha Company〉까지 총 5곡이 수록돼 있다. 〈Cyber Budha Company〉의 경우, 신해철은 이 곡을 영어로 작사했으며 동명의 소설과 만화를 기획하고 있었다. 또한, 끝부분에서 곡이 갑자기 중단되는 것에 대해서 신해철은 '네트워크에 접속해 있는 현실이 진짜 현실인 상황에서 네트워크 밖으로 강제로 내동댕이쳐진 듯한 느낌을 표현하려 했다'라고 밝혔다.
신해철은 2008년 12월 2일 열린 앨범 쇼케이스에서 신보에 대해 "새로운 장르를 창조하기 보다 무의미한 소음 남발, 잡음 반복이 대세인 요즘 음악과는 거리를 두고 싶었고, 멜로디 구사와 스케일이 확실하고 뚜렷해 지금의 시류와 정반대되는 음악", "전체적으로 과도한 유머 감각과 비판, 과장이 혼합된 정신병적인 분위기의 음반"이라고 밝혔다. 또 '666'이라는 음반 타이틀이 기독교계의 반발을 살 수 있다는 우려에 대해 "'666'은 성경 묵시록의 '666'을 암시하지만 세기말적인 음울한 분위기와 두려운 느낌만 갖고 와 기독교와는 관계가 적다"라며 "'666'은 미지에 대한 근원적인 두려움을 묘사하기에 적절하다. 지금 대한민국이 처한 현실과도 통한다"라고 말했다. 작업 부분에 있어서는 김세황과 신해철을 주축으로 하여 마지막 드럼 자리에 김단이 합류해 5인조로 완성되었으며, 김세황은 연주와 작곡, 지현수는 오케스트레이션 등 방대한 작업, 제이드가 팀 운영과 행정을 맡았다.
넥스트는 미국의 프로그레시브 록밴드 캔자스를 모델로 삼고 연구했으며, 거북한 멜로디 대신 먼저 음악을 했던 사람들에게 물려받아서 정당한 소유권이 있는 유산들을 충분히 활용하는 것이 더 중요하다고 여겨 신보를 제작하면서 어디서 듣던 것들을 피하기 위한 작업으로 4년 반의 세월을 보냈다. 그러다가 '어째서 왜 피해 가야 하느냐'라는 생각에 봉착하게 됐고, 결국은 결벽증과 자존심이 창작력을 소진시킨다는 결론에 이르러 어떤 뮤지션이 선보였던 음악이라 해도 그것이 좀 더 발전적인 형태를 보인다면 떳떳하게 얘기할 수 있겠다는 견해를 피력하기도 했다.

## 특이점
부클릿의 낙서와 그림, 가사는 신해철이 직접 썼으며, CD를 빼내면 CD홀더 뒷면에 설정으로 공중해적단파를 수배하는 수배 전단이 있다. 넥스트 멤버들의 청소년 시절로 추정되는 증명사진이 있으며, '미성년자 외모에 현혹되지 말고 조속히 신고 바람'이라는 문구가 있다. 여기서 공중해적단파 조직 구성은 다음과 같다. 이 앨범에서 "공중 해적단 (Aero-Pirates)"은 그룹 "N.EX.T"를 가리킨다.
```
두목 : 
신해철
 (일명 마왕)
배후조종 : 이철민 (넥스트 매니저)
부두목 : 
김세황

행동대장 : 
지현수

자금책 : 
박종대
 (일명 제이드)
조직원 : 김단
```

또한, 이제까지 나온 넥스트의 앨범 부클릿 중 낙서가 많고, 성의 없어보이는 것은 《PART II》에서 조금 더 정교한 그림으로 바뀌고, 《PART III》가 되면 완성된 작품이 된다고 한다. 세 파트가 합쳐지면서 스토리를 만들어 내기 때문이다. CD 케이스의 옆면도 세 작품을 다 이어 붙여야 완성된 디지털 숫자 666이 보이도록 만들었다.
하지만 《666 Trilogy》의 《PART II》와 《PART III》 제작은 취소되었다. 하여 당초 계획과 달리 《PART I》 발매 6년 후 신해철 솔로 앨범 《REBOOT MYSELF》이 발매 하게 되었다. 《REBOOT MYSELF》 앨범의 쇼케이스 공연에서 신해철은 《666 PART II》의 전 곡이 녹음 되었으나 발매 하지 않았다고 말했고, 그 이유는 정확히 알리지 않았다. 하지만 《REBOOT MYSELF》의 수록곡 중 <catch me if you can (바퀴벌레)>등의 곡은 《666 PART II》에 수록하기 위해 만들었던 곡이라고 밝히기도 했다. 그 후 N.EX.T도 N.EX.T United로 재편되어 별도의 새로운 앨범 발매를 준비 하고 있음을 알리지만, 리더 신해철의 사망으로 《REBOOT MYSELF》가 그의 생전 마지막 발표 앨범이 된다.

## 곡 목록
전체 작사: 신해철
| #             | 제목                                                                          | 작곡                   | 재생 시간 |
| ------------- | ----------------------------------------------------------------------------- | ---------------------- | --------- |
| 1.            | Eternal Winter Suite : Part I The Last Knights                                | 지현수, 신해철         | 1:17      |
| 2.            | The Empire Of Hatred : 증오의 제국                                            | 신해철, 김세황, 지현수 | 6:17      |
| 3.            | 개판 5분전 만취 공중 해적단 : Part II Totally Screwed Up Drunken Aero-Pirates | 신해철, 김세황         | 5:52      |
| 4.            | Dance United                                                                  | 신해철, 김세황, 지현수 | 4:03      |
| 5.            | Cyber Budha Company LTD.                                                      | 신해철, 김세황, 지현수 | 9:53      |
| 총 재생 시간: | 총 재생 시간:                                                                 | 총 재생 시간:          | 27:23     |

## 참여
이 목록은 해당 앨범의 부클릿에서 발췌하였다.
| 넥스트 - 신해철 - 프로듀서, 보컬, 백 보컬, 랩(4), 믹싱(DrunkenAeroPirate studio) - 김세황 - 전자(전자 기타)/어쿠스틱 기타, 시타르(5), 백 보컬 - 지현수 - 건반 악기, 오케스트레이션, 랩(4), 백 보컬 - 제이드 - 베이스 기타, 컴퓨터 작업, 백 보컬, 믹싱 보조 - 김단 - 드럼, 타악기, 백 보컬 세션 - Aria Schenk - 목소리(2) - 임강구 - 백 보컬(2, 3) - S.P.I.N - 목소리(3), 백 보컬(3, 4) - 유진하 - 백 보컬(3) - 변재원 - 백 보컬(3, 4) - Dorothy Nam - 목소리(5) | 스탭 - 조상현 - 녹음(AIM studio, MOL studio) - 홍영철 - 보조 - Tatsuya Sato(Sterling Sound, 뉴욕) - 마스터링 - Jenna Cho - 마스터링 코디네이터 - 강영호(상상사진관) - 사진 - 신우석(Zanybros) - 디자인 - 진인숙 - 스타일리스트 - 성태현, 황운민, 나래 - 매니지먼트 - 이철민(휴먼 엔터테인먼트) - 이그제큐티브 프로듀서 |